# Bürohaus Schwachhauser Heerstraße 41
Das Bürohaus Schwachhauser Heerstraße 41 (ehemalige Deutsche Apotheker- und Ärztebank) in Bremen - Schwachhausen, Ortsteil Gete, an der Schwachhauser Heerstraße, gehört zu den bedeutenden Bremer Bauwerken.

## Geschichte
Die Deutsche Apotheker- und Ärztebank (Düsseldorf) baute 1971/72 nach Plänen des Architekten Otto Lindner (Düsseldorf) das dreigeschossige Gebäude mit einem Staffelgeschoss aus einer sichtbaren konstruktiven Betonstruktur mit etwas zurückversetzten Fassadenelementen aus Glas und Aluminium. Ein Büroraster von 62,5 × 62,5 cm war Grundlage des Entwurfs. Im Erdgeschoss befand sich der Kundenbereich der Bank, darüber zwei Büroetagen und im Staffelgeschoss eine Wohnung. Nach einer Sanierung ist einiges von dem originalen Charakter des Bauwerks verloren gegangen. Seit 2010 wird das Haus von der Steuerberatungsgesellschaft Wolf und Partner genutzt.
Der architekturführer bremen schreibt dazu: „Das innen wie außen betonte Stahlbetonskelett erhält durch seine Schalbrettabdrücke den beabsichtigten beton-brut-Charakter, der in der Innenausstattung mit poppigen Farbakzenten kontrastiert wird.... Die Seitenfronten sind in fünf Felder unterteilt. Hier kragen die Deckenbalken aus und dienen als Auflagen für Pflanztröge, während im Staffelgeschoss die Betonbalken eine Pergola bilden.“
Das Gebäude erhielt beim BDA-Preis Bremen 1974 eine Belobigung mit der Bemerkung: „Ein Bank- und Bürogebäude ohne den sonst banküblichen Aufwand in eine Wohnbebauung zu integrieren, ohne den Charakter eines Bankgebäudes zu verlieren, war das Ziel der Planung.“
Heute (2014) wird das Bürohaus von Dienstleistungsunternehmen genutzt.